# Rasa de Cal Poc
La Rasa de Cal Poc és un torrent afluent per l'esquerra de la Rasa de Sociats que transcorre pels termes municipals Navès i d'Olius.

## Termes municipals que travessa
Des del seu naixement, la Rasa de Cal Poc passa successivament pels següents termes municipals.
|                                      | Longitud (en m.) | % del recorregut |
| ------------------------------------ | ---------------- | ---------------- |
| Per l'interior del municipi de Navès | 776              | 49,78%           |
| Per l'interior del municipi d'Olius  | 783              | 50,22%           |

## Xarxa hidrogràfica
La xarxa hidrogràfica de la Rasa de Cal Poc està integrada per 2 cursos fluvials que sumen una longitud total de 1.941 m. D'aquests, 1.128 transcorren pel terme municipal de Navès i els 813 restants ho fan pel d'Olius.

## Mapa del seu curs
- Mapa de l'ICC